# Teolept I (patriarcha Konstantynopola)
Teolept I, gr. Θεόληπτος Α΄ (zm. jesienią 1522) – ekumeniczny patriarcha Konstantynopola od 1513 do śmierci.

## Życiorys
Teolept pochodził z Krety lub Epiru, do godności doszedł dzięki patriarsze Pachomiuszowi I, który mianował go biskupem Janiny. Po śmierci Pachomiusza Teolept udał się do Adrianopola, gdzie obradował Święty Synod. Wkrótce potem został wybrany patriarchą (połowa 1513 r.).
Teolept kilkakrotnie zwracał się do wielkiego księcia moskiewskiego Wasyla III, jako władcy jedynego niezależnego państwa prawosławnego z prośbą o pomoc i wsparcie. Książę często odpowiadał na takie wezwania, wysyłając m.in. do prawosławnych klasztorów na Górze Atos bogate dary, a w 1516 r. przysyłając do Konstantynopola podarunki dla patriarchy Teolepta. W zamian, na prośbę księcia, patriarcha wysłał na Ruś mnicha Maksyma Greka, który miał zająć się tłumaczeniem na ruski ksiąg cerkiewnych.
Po wypędzeniu Mameluków z Jerozolimy w 1517 Teolept udał się z pielgrzymką do Ziemi Świętej.
Gdy sułtan Selim I Groźny wydał polecenie zniszczenia wszelkich świątyń chrześcijańskich w miastach zdobytych przez Turków siłą, w tym także cerkwi i kościołów w Konstantynopolu, patriarcha Teolept odszukał trzech bardzo posuniętych w latach janczarów, którzy pamiętali zdobycie miasta w 1453 r. Poświadczyli oni, iż Mehmed II Zdobywca przyjął podówczas delegację mieszkańców Konstantynopola, którzy oficjalnie przekazali sułtanowi władzę nad miastem. Dzięki temu Selim musiał zrezygnować z planu zniszczenia konstantynopolitańskich cerkwi, a Teolept zystał sobie sławę obrońcy chrześcijaństwa w sercu Imperium Osmańskiego.